# Укаль (департамент)
Департамент Укаль  (исп. Departamento de Hucal) — департамент в Аргентине в составе провинции Ла-Пампа.
Территория — 6047 км². Население — 7540 человек. Плотность населения — 1,20 чел./км².
Административный центр — Бернаскони.

## География
Департамент расположен на юго-востоке провинции Ла-Пампа.
Департамент граничит:
- на севере — с департаментами Утракан, Гуатраче
- на востоке — с провинцией Буэнос-Айрес
- на юге — с департаментом Калеу-Калеу
- на западе — с департаментом Лиуэль-Калель

## Административное деление
Департамент состоит из 4 муниципалитетов:
- Хенераль-Сан-Мартин
- Хасинто-Араус
- Бернаскони
- Абрамо

## Важнейшие населенные пункты[3]
| № | Населённый пункт    | Населённый пункт (исп.) | Категория | Население чел. (2010) | На карте                        |
| - | ------------------- | ----------------------- | --------- | --------------------- | ------------------------------- |
| 1 | Хенераль-Сан-Мартин | General San Martín      | город     | 2576                  | 37°58′46″ ю. ш. 63°36′11″ з. д. |
| 2 | Хасинто-Араус       | Jacinto Aráuz           | город     | 2434                  | 38°05′10″ ю. ш. 63°25′48″ з. д. |
| 3 | Бернаскони          | Bernasconi              | поселок   | 1577                  | 37°54′10″ ю. ш. 63°44′35″ з. д. |
| 4 | Абрамо              | Abramo                  | поселок   | 312                   | 37°53′42″ ю. ш. 63°51′05″ з. д. |
| 5 | Укаль               | Hucal                   | поселок   | 3                     | 37°47′27″ ю. ш. 64°01′30″ з. д. |